# Aegotheles albertisi
Aegotheles albertisi là một loài chim trong họ Aegothelidae.
Nó được tìm thấy ở Indonesia và Papua New Guinea. Môi trường sống tự nhiên của nó là các khu rừng ẩm ướt nhiệt đới hoặc cận nhiệt đới.